# Honda X4
Honda CB1300DC (SC38), более известный под коммерческим названием Honda X4 — мотоцикл компании Honda, который выпускался для внутреннего японского рынка, но широко был известен по всему миру. Мотоцикл сложно причислить к какому-либо определённому классу, но в прессе его преимущественно причисляют к power-cruiser или dragster.

## Модельный ряд
- Модель 1997 г.

CB1300 DCV, SC38
Цвета: Матовый титан, Чёрный, Бордовый, Серый.
- Модель 1998 г.

CB1300 DCW, SC38
Цвета: Серебро
- Модель 1999 г.

Цвета: Матовый титан, Серебро, Чёрный
Логотип-наклейка на баке заменен выпуклой пластиковой накладкой..
- Модель 2000 «Honda X4 LD»

CB1300 DCY , SC38
Цвета: Чёрный
Внесены декоративные изменения
- Модель 2003 г.

Последнее и ограниченное издание «Black Edition»
Цвета: Чёрный

## Технические характеристики Honda X4
| Общие данные                 |                                  |
| Модификация                  | SC38                             |
| Длина                        | 2330 мм                          |
| Ширина                       | 745 мм                           |
| Высота                       | 1140 мм                          |
| Колёсная база                | 1650мм                           |
| Мотор (сухой вес)            | 132 кг                           |
| Мотор (с жидкостями)         | 139 кг                           |
| Сухая масса                  | 249 кг                           |
| Снаряженная масса            | 270кг                            |
| Максимальная скорость        | 173/210 км/ч                     |
| Бензобак / Резерв            | 15 л. / 4 л.                     |
| Двигатель                    |                                  |
| Тип двигателя                | SC38                             |
| Двигатель                    | 4 тактный, 4 цилиндровый, рядный |
| Объем                        | 1300 см³                         |
| Размерность цилиндров        | 78,0 х 67,2                      |
| Степень сжатия               | 9.6                              |
| Максимальная мощность        | 74 квт / 100 л.с. при 6500 об/м  |
| Максимальный крутящий момент | 121 при 5000 об/м                |
| Система смазки               | Под давлением                    |
| Тип маслонасоса              | Трохоидный                       |
| Система охлаждения           | Жидкостная                       |
| Фильтрация воздуха           | Бумажный фильтрующий элемент     |
| Рама                         |                                  |
| Тип рамы                     | Стальная полудуплексная          |
| Угол наклона вилки           | 31°                              |
| Передняя подвеска            | Телескопическая вилка Ø43 мм     |
| Задняя подвеска              | Маятник                          |
| Размер передней покрышки     | 120-70/18                        |
| Размер задней покрышки       | 190-60/17                        |
| Передний тормоз              | дисковый , два диска Ø310 мм     |
| Задний тормоз                | дисковый , один диск Ø275 мм     |
| Вылет                        | 135 мм                           |
| Карбюраторы                  |                                  |
| Тип карбюраторов             | постоянного разрежения           |
| Диаметр впуска               | 38 мм                            |
| Трансмиссия                  |                                  |
| Тип сцепления                | многодисковое, в масляной ванне  |
| Привод сцепления             | гидравлический                   |
| Коробка передач              | 5 скоростей                      |
| Электрика                    |                                  |
| Система зажигания            | Полностью электронное            |
| Тип запуска двигателя        | Электростартер                   |
| Система зарядки              | Генератор                        |
| Световая техника             | Питание от аккумулятора          |

## Внешние ссылки
- Honda's official X4 website (Japanese only)
- X4 promotional video (part 1 of 2)
- X4 promotional video (part 2 of 2)